# Gerrit Solleveld
Gerrit Solleveld (nacido el 8 de junio de 1961 en De Lier, fue un ciclista holandés, profesional entre 1984 y 1992.
Fue un ciclista rodador que consiguió algunas victorias en clásicas y critériums, si bien también logró victorias en vueltas por etapas como el Tour de Olympia (1982), en su época amateur, o en el Tour del Mediterráneo, ya en profesionales.

## Palmarés
| 1985 - 1 etapa del Tour del Mediterráneo - 1 etapa del Tour de Francia - 1 etapa de la Vuelta a Suecia 1986 - Delta Profronde - Clasificación de esprints intermedios del Tour de Francia 1987 - Tour del Mediterráneo, más 1 etapa - 2.º en el Campeonato de los Países Bajos en Ruta | 1989 - Gante-Wevelgem - 1 etapa en la Vuelta a Valencia 1990 - Delta Profronde - Acht van Chaam - 1 etapa del Tour de Francia |

## Resultados en las grandes vueltas
| Carrera         | 1984 | 1985  | 1986  | 1987  | 1988  | 1989  | 1990  | 1991  | 1992  |
| --------------- | ---- | ----- | ----- | ----- | ----- | ----- | ----- | ----- | ----- |
| Giro de Italia  | -    | -     | -     | -     | -     | -     | -     | -     | -     |
| Tour de Francia | -    | 110.º | 101.º | 127.º | 132.º | 107.º | 117.º | 133.º | -     |
| Vuelta a España | -    | -     | -     | -     | -     | -     | -     | -     | 137.º |
| Mundial en Ruta | -    | -     | -     | -     | -     | -     | -     | -     | -     |

-: no participa

Ab.: abandono